# Lethe cintamani
Lethe cintamani är en fjärilsart som beskrevs av Hans Fruhstorfer 1909. Lethe cintamani ingår i släktet Lethe och familjen praktfjärilar. Inga underarter finns listade i Catalogue of Life.